# Догэн
Догэн (яп. 道元 до:гэн, Эйхэй Догэн, 19 января 1200 — 22 сентября 1253) — японский мыслитель, патриарх дзэн, основатель японской школы Сото.

## Биография
Родившись в аристократической семье и рано осиротев, Догэн принял постриг в 1213 году, став монахом низкого разряда на горе Хиэй, в главном монастыре буддийской школы Тэндай. Согласно Кэндзэики (建撕記), он задавался одним вопросом о доктрине Тэндай: 
Я изучаю и экзотерический, и эзотерический буддизм, в обоих школах учат, что человек наделён природой будды с рождения. Зачем же тогда будды всех возрастов, которые, бесспорно, уже достигли просветления, ищут просветления и выполняют духовные упражнения?
Этот вопрос в основном был вызван концептом исконной просветлённости (яп. 本覚 хонгаку) Тэндайской школы, согласно которому, все люди являются просветлёнными по своей природе, и, следовательно, любая идея о просветлении с помощью духовных упражнений фундаментально неверна.
В Кэндзэки далее упоминается, что Догэн не нашёл ответа на свой вопрос на горе Хиэй и что он разочаровался в том месте из-за внутренних интриг и борьбы за продвижение. Поэтому Догэн отправился искать ответ у других мастеров буддизма. Он посетил настоятеля храма Ондзё-дзи (園城寺) по имени Коин, который посоветовал ему отправиться изучать чань в Китай.
В 1217 году Догэн обучался в храме Кэннин-дзи (建仁寺) под руководством Мёдзэна, а в 1223 году вместе со своим наставником отплыл в Китай, чтобы обучаться в монастыре Jing-de-si (Ching-te-ssu, 景德寺).
Сначала Догэн посетил ведущие монастыри чань-буддизма в провинции Чжэцзян. В то время большинство учителей Чань основывали свои методики преподавания на гунъань (公案, яп. коан). Хотя Догэн усердно изучал гунъань, он был разочарован слишком большому вниманию, которое им уделялась. Японский монах удивлялся, почему изучению сутр уделяется так мало внимания. Он был настолько разочарован, что отказался от «передачи Дхармы» (обряд, во время которого учитель делает ученика своим духовным наследником) от своего наставника.
Затем, в 1225 году Догэн решил посетить чаньского наставника Жуцзина (如淨 яп. Нёдзё), патриарха школы Цаодун.

Под руководством Жуцзина, Догэн осознал освобождение тела и духа, когда учитель сказал: «Отпусти тело и дух» (身心脱落 shēn xīn tuō luò). Эта фраза продолжала оказывать сильное влияние на Догэна в течение всей его жизни, и может быть найдена в различных частях его писаний, например, в известном отрывке из «Гэндзё-коан» (現成公案):
Изучать Путь — значит изучать Себя. Чтобы изучать Себя, нужно забыть себя. Чтобы забыть себя, нужно быть просветлённым всеми вещами во вселенной. Чтобы быть просветлённым всеми вещами во вселенной, нужно отпустить тело и дух от себя и других. Даже следы пришедшего просветления стираются, и жизнь с бесследным просветлением длится вечность.
В конце летнего медитационного периода (яп. гэанго) в возрасте 25 лет Догэн достиг великого просветления под руководством Жуцзина. После смерти наставника в 1227 году Догэн Дзэндзи вернулся в Японию, найдя ответ на «вопрос всей жизни».
В отличие от множества других монахов, приезжающих после обучения в Китае с ворохом сутр в качестве сувениров, Догэн вернулся обратно с пустыми руками. Единственное, что Догэн привёз с собой, — то, что сделало учение «просто сидения» его собственным (яп. 只管打坐 сикан-тадза).
Он возвратился в храм Кэннин-дзи, где проходил обучение ранее. Среди его первых действий по прибытии было написание Фукан Дзадзэнги (яп. 普観坐禅儀; Широко рекомендуемые инструкции по дзадзэн)- короткий текст, подчёркивающий важность и дающий инструкции по дзадзэн- сидячей медитации.
Однако, вскоре возникли трения с приверженцам школы Тэндай, желавших подавить новые формы буддизма- дзэн и дзёдо-синсю, и Догэн покинул Тэндайскую часть Киото в 1230 году, поселившись в заброшенном храме на юге Киото, в настоящее время там находится город Удзи. В 1233 г. Догэн основал Каннон-дори-ин в Фукакуса как небольшой центр практики дзэна. Позже он расширил этот храм до Косёхорин-дзи (興聖法林寺).
В 1243 году Догэн покидает Киото и по приглашению мецената Хатано Ёсисигэ (яп. 波多野義重) удаляется в горы Этидзэн, на север от Киото. Приглашение он принял из-за напряжения со школой Тэндай и увеличившимся соперничеством со школой Риндзай.
В 1244 году строительство спонсируемого Хатано Ёсисигэ монастыря Дайбуцу-дзи (大仏寺), при помощи последователей Догэна, было завершено.
Во время строительных работ Догэн жил и преподавал в храме Ёсиминэ-дэра возле Дайбуцу-дзи, где он «впал в депрессию». Это событие отметило важную перемену в его жизни, именно в то время он написал «тщательную критику дзэн-буддизма школы Риндзай», в которой критиковал Dahui Zonggao, самую влиятельную фигуру чань-буддизма времён династии Сун.
В 1246 г. монастырь был переименован в Эйхэйдзи, и сейчас известен под именем Дайхондзан Эйхэй-дзи. Этот храм и сейчас остаётся одним из двух ведущих храмов в дзэн школы Сото-сю, второй — Содзи-дзи. В Эйхэйдзи Догэн продолжил свою практику дзэн, воспитывая учеников.
В 1247 г. новый регент сёгуна Ходзё Токиёри пригласил Догэна в Камакуру. Догэн проделал довольно длинный путь, чтобы обучить сёгуна дзэну, а затем вернулся в Эйхэйдзи в 1248 г.
В 1253 году Догэн занемог и умер в возрасте 53 лет. Современные школы Сото-сю отмечают день ухода Догэна 29 сентября.

## Учение Догэна
Догэн учил недвойственности между просветлением и практикой дзэн. Сидение в дзадзэн уже есть просветление.
По Догэну вначале необходимо пробудить мысль о просветлении, в искреннем следовании за которой и заключается путь Будды и патриархов. Дайосё Эйхэй Догэн говорил:
Опасаясь быстрого исчезновения солнечного света, занимайтесь практикой Пути, как если бы вы спасали голову от пламени. Размышляя об этой эфемерной жизни, совершайте усилия подобно Будде, поднимающему ногу.
Когда вы услышите хвалебную песнь, которую поёт божество киннара или божество калавинка, пусть это окажется вечерним ветерком, касающимся ваших ушей. Если вы увидите прекрасное лицо Мао-цзянь или Си-ши, пусть оно будет подобно каплям утренней росы, попавшим вам на глаза. Свобода от уз звука и формы естественно соответствует сущности ума, который ищет Путь".
Гакудо Ёдзин-Сю (Принципы изучения Пути)

## Основные труды
- Сёбогэндзо — «Сокровищница глаза истинной дхармы»

## Образ в кино
- «Дзэн» / Zen (Япония, 2009) — история становления дзэн-буддизма под руководством Догэна (актёр — Канкуро Накамура).
- «Остаться в живых» — в сериале есть персонаж Догэн, очень похожий на Эйхэй Догэна[источник не указан 1482 дня].